# 제2종 국민주택채권
제2종 국민주택채권에 대해 설명한다. 

## 정의
주택건설촉진법 시행령 제95조 제4항에 따라 투기과열지구 안에서 국민주택규모의 주택이 아닌 주택을 공급받고자 하는 자가 할인 또는 매입을 해야한다. 그러나 1999년 7월 15일에 마지막 발행이후로 더 이상 발행되지 않았다.
2010년, 국토해양부 국민주택채권업무편람에 따르면, 2006.2.24 채권입찰제 실시로 제3종 채권 폐지 및 제2종 채권이 부활되었다.

## 표면이자율
예전에는 제3종 국민주택채권과 동일하게 3% ~ 5%이자율이었으나 표면이자율이 제로(0%)표면이자율임
그러나 표면이자율이 0%인 만큼 세금이 없고 다만 사고 파는데 대한 매매 수수료만 있음

## 만기 종류
10년, 20년 만기 채권이 제2종, 제3종 국민주택채권이 이에 해당

## 원금 및 이자대한 시효
제1종 국민주택채권과 동일

## 참고
- 국토해양부 국민주택채권업무편람